# Iglesia de Arriba
Iglesia de Arriba (en asturiano y oficialmente: Vega de Riba) es un lugar que pertenece a la parroquia de Vega en el concejo de Gijón (Principado de Asturias). Se encuentra a 49 m s. n. m. y está situada a 6,50 km de la capital del concejo, Gijón. 

## Población
En 2020 contaba con una población de 610 habitantes (INE 2020) repartidos en 205 viviendas.